# الفرقة السابعة ميكا (سوريا)
الفرقة السابعة ميكا هي فرقة مشاة ميكانيكية تابعة للجيش العربي السوري، تأسست في عام 1970. تشارك حاليا في الحرب الأهلية السورية.

## هيكل القيادة
الفرقة السابعة ميكا (2019)
- اللواء الميكانيكي 88
- اللواء الميكانيكي 90
- اللواء الميكانيكي 121
- اللواء 78 مدرع
- اللواء 70 مدفعية

## التاريخ القتالي

### حرب يوم الغفران
كانت الفرقة، التي تشكلت باسم فرقة المشاة السابعة، عنصرًا رئيسيًا في القوة الهجومية السورية في حرب يوم الغفران عام 1973، وشاركت في بعض أعنف المعارك في مرتفعات الجولان، وخاصة في المنطقة المسماة "وادي الدموع". فقدت الفرقة ولواءها المدرع الملحق بها عددًا كبيرًا من الدبابات عندما حاولت الاندفاع إلى الدفاعات الإسرائيلية على عدة مسارات. وكان عمر أبرش يشغل منصب قائد الفرقة.
على الرغم من أن الفرقة السورية كان لديها قوة اسمية تبلغ حوالي 10.000 رجل و200 دبابة و72 قطعة مدفعية وأعداد مماثلة من صواريخ أرض- جو ومدافع مضادة للطائرات، إلا أن فرقة المشاة السابعة لم يكن لديها سوى 80% من دباباتها وناقلات الجنود المدرعة خلال الحرب. علاوة على ذلك، على الرغم من تصنيفها على أنها فرقة مشاة، إلا أن الفرقة كانت ميكانيكية بشكل أساسي. بسبب الخسائر الفادحة التي تكبدتها الفرقة خلال معركة وادي الدموع، كان لا بد من سحب أحد ألوية الفرقة من العمل لمدة 3 أيام قبل إعادة تنظيمها ككتيبة.
في عام 1973، كانت معدات الفرقة وتنظيمها وتكتيكاتها وتدريبها مماثلة تقريبًا لتلك الخاصة بفرقة المشاة الخامسة أثناء عملها في الأردن.

## الحرب الأهلية السورية
وفي أغسطس 2012، انشق محمد موسى الخيرات، قائد الفرقة، وانظم إلى الأردن. وفي عام 2015، نقل اللواء 68 من الفرقة السابعة إلى الفرقة الأولى. كما انتشرت عناصر اللواء مع فوج المدفعية 137 التابع للفرقة السابعة في دير الزور ومن ثم إلى بيت جين في النصف الثاني من عام 2017. وكانت الكتيبة الآلية 241 التابعة للواء 68 إحدى الوحدات الأولى التي انتشرت في دير الزور في عام 2011. وبقيت قوى الكتيبة هناك حتى عام 2017.
وأصبح اللواء 88، المتمركز لفترة طويلة في شمال حماة/إدلب، جزءاً من الفرقة السادسة التي انشأت حديثاً من فيلق الهجوم التطوعي الرابع في أوائل عام 2015، لكنه تكبد خسائر كبيرة خلال هجوم المعارضة في ربيع عام 2015. وقد قاتلت بقية الفرقة السابعة بشكل شبه حصري في جنوب سوريا منذ أواخر عام 2017 على الأقل، على الرغم من نشر عناصر من فوج المدفعية 137 في محافظة دير الزور في مارس 2017.
في 10 مايو 2018، عينت القيادة العليا للجيش السوري اللواء حسام لوقا مسؤولاً عن إعادة تنظيم الفرقة السابعة. قام لوقا بتحويل الألوية الأربعة المتبقية من الفرقة السابعة إلى "وحدات النخبة" ونقل مقر الفرقة من دمشق إلى حلب. وفي نوفمبر 2018، حصل على ترقيه أخرى إلى منصب مدير مديرية الأمن السياسي في سوريا.